# Gruppo delle miche
Il gruppo delle miche è un gruppo di minerali. I minerali di questo gruppo presentano una sfaldatura perfetta in sottili lamine.
Questo gruppo è suddiviso nei seguenti sottogruppi:
- Sottogruppo delle miche vere
  - Aluminoceladonite
  - Annite
  - Aspidolite
  - Boromuscovite
  - Celadonite
  - Cromceladonite
  - Cromfillite
  - Eastonite
  - Ephesite
  - Ferroaluminoceladonite
  - Ferroceladonite
  - Flogopite
  - Fluorannite
  - Fluoroflogopite
  - Ganterite
  - Hendricksite
  - Masutomilite
  - Montdorite
  - Muscovite
  - Nanpingite
  - Norrishite
  - Paragonite
  - Polilitionite
  - Preiswerkite
  - Roscoelite
  - Shirokshinite
  - Shirozulite
  - Siderofillite
  - Sokolovaite
  - Tainiolite
  - Tetraferriannite
  - Tetraferriflogopite
  - Tobelite
  - Trilitionite
- Sottogruppo delle miche fragili
  - Anandite
  - Bityite
  - Chernykhite
  - Clintonite
  - Ferrokinoshitalite
  - Kinoshitalite
  - Margarite
  - Ossikinoshitalite
- Sottogruppo delle miche interstrato-carenti
  - Wonesite